# I-371 (sous-marin)
L'I-371 (イ-371) est un sous-marin de Classe Type D (丁型/潜丁型潜水艦, Tei-gata/Sen-Tei-gata sensuikan) de la sous-classe D1 (丁型/潜輸（伊三百六十一型）, Tei-gata/Sen'yu, classe I-361) en service dans la marine impériale japonaise durant la Seconde Guerre mondiale.
Il a servi pendant la Seconde Guerre mondiale et a été coulé au retour de sa première mission de transport en février 1945.

## Description
Les sous-marins de la sous-classe D1 étaient des sous-marins de transport à moyenne portée. La construction s'étalant entre 1943 et 1944
Ils ont un déplacement de 1 463 tonnes en surface et 2 251 tonnes en immersion. Les sous-marins mesuraient 73,5 mètres de long, avaient une largeur de 8,9 mètres et un tirant d'eau de 4,76 mètres. Les sous-marins permettaient une profondeur de plongée de 75 m et avaient un effectif de 55 officiers et membres d'équipage.
Kampon a été retenu comme fabricant des moteurs diesel Mk.23B Model 8. Pour la navigation de surface, les sous-marins étaient propulsés par deux moteurs diesel de 925 cv (680 kW), chacun entraînant un arbre d'hélice. En immersion, chaque hélice était entraînée par un moteur électrique de 600 chevaux-vapeur (441 kW). Ils pouvaient atteindre 13 nœuds (24 km/h) en surface et 6,5 nœuds (12 km/h) sous l'eau. En surface, les D1 avaient une autonomie de 15 000 milles nautiques (27 800 km) à 10 noeuds (19 km/h); en immersion, ils avaient une autonomie de 120 milles nautiques (200 km) à 3 noeuds (6 km/h).
Les sous-marins étaient armés de 2 tubes lance-torpilles internes de 53,3 cm à l'avant. Ils transportaient un torpille pour chaque tube, soit un total de 2 torpilles Type 95. Ils étaient également armés d'un canon de pont de 140 mm (L/40) Type 11e année pour le combat en surface et de 2 canons anti-aérien de 25 mm Type 96.

## Construction
Construit par le chantier naval de Mitsubishi à Kobe au Japon, le I-371 est mis sur cale le 22 mars 1944 sous le nom de sous-marin de transport n°5471. Il est lancé le 21 juillet 1944 et renommé I-371. Il est achevé et mis en service le 2 octobre 1944.

## Historique
Le I-370 est mis en service dans la Marine impériale japonaise le 2 octobre 1944 et rattaché au district naval de Sasebo. Le lieutenant de vaisseau (海軍大尉 (Kaigun-dai-i)) Kamijikkoku Yasuo est le commandant du sous-marin lors de sa mise en service. Il est affecté au 11e escadron de sous-marins pendant sa mise au point. Il est équipé d'un radar de recherche de surface/air de type 22 et d'un détecteur de radar E27/Type 3.
Le 6 décembre 1944, il est réaffecté au 7e escadron de sous-marins, puis, en décembre 1944, il quitte la mer intérieure de Seto pour s'installer à Yokosuka, d'où il entame une période d'entraînement de 20 jours.

### Mission de transport
Le 30 décembre 1944, le I-371 quitte Yokosuka à destination de Truk et de l'île Mereyon à Woleai dans les îles Caroline pour sa première mission de transport. Il transportait une cargaison de 50 tonnes de nourriture et de courrier, ainsi que de l'essence d'aviation, des pièces détachées et des munitions pour le 171e groupe aéronaval basé à Truk, dont les aviateurs avaient besoin pour reprendre les vols du Nakajima C6N1 Saiun ("nuage iridescent"; nom du code allié "Myrt") au-dessus du mouillage de la flotte américaine dans l'atoll d'Ulithi. Pendant son séjour, un hydravion Aichi E13A1 (nom de code allié "Jake") est arrivé de Mereyon le 20 janvier 1945 avec un message codé concernant l'arrivée prévue du I-371 à cet endroit.
Le 22 janvier 1945, le I-371 se met en route de Truk à destination de Mereyon, qu'il atteint vers 22 heures le 25 janvier 1945. Il décharge 50 tonnes de nourriture et de courrier, permettant d'augmenter la ration quotidienne de riz de 140 à 200 g pour chaque membre de la garnison japonaise affamée sur Mereyon. Le 26 janvier 1945, à 3 heures, il achève de décharger sa cargaison et retourne à Truk, où il arrive le 28 janvier 1945. Il embarque quelques passagers et reprend la mer, à destination du Japon, avec une date d'arrivée prévue pour le 21 février 1945.

### Perte
Les circonstances de la perte du I-371 ne sont pas claires. Le 24 février 1945, à 11h13, le sous-marin USS Lagarto de l'US Navy (la marine américaine), qui opérait dans le détroit de Bungo au large des côtes japonaises, a détecté au radar un sous-marin à la surface à une distance de 4 600 m. Le Lagarto coule le sous-marin à la position géographique de 32° 40′ N, 132° 33′ E. Sa victime est probablement le I-371, bien que le I-371 aurait eu trois jours de retard pour se trouver à cet endroit à ce moment-là. D'autres témoignages attribuent au destroyer USS Haggard le naufrage du I-371 au large d'Okinawa le 23 mars 1945, mais c'était 11 jours après que les Japonais eurent déclaré le I-371 disparu, et il est plus probable que le Haggard ait coulé le sous-marin Ro-41.
Le 12 mars 1945, la marine impériale japonaise a déclaré que le I-371 est présumé perdu dans les environs de Truk avec les 84 membres d'équipage et passagers à bord.
Il est rayé de la liste de la marine le 10 avril 1945.